# Czas przyszły w języku hiszpańskim
Czas przyszły w języku hiszpańskim – opis sposobów i konstrukcji gramatycznych służących do opisywania w języku hiszpańskim przyszłości z teraźniejszego punktu widzenia. Wyróżnia się dwa formalne czasy przyszłe:
- futuro imperfecto (odpowiednik angielskiego Future Simple)
- futuro perfecto (odpowiednik angielskich Future Continous oraz Future Perfect)

## Futuro imperfecto
Czas futuro imperfecto jest czasem prostym. Tworzony jest poprzez dodanie odpowiednich końcówek do bezokolicznika odmienianego czasownika. Końcówki są takie same dla wszystkich grup koniugacyjnych. 
| Osoba               | Grupa I (-ar) hablar (mówić) | Grupa II (-er) comer (jeść) | Grupa III (-ir) vivir (żyć) |
| ------------------- | ---------------------------- | --------------------------- | --------------------------- |
| yo                  | hablaré                      | comeré                      | viviré                      |
| tú                  | hablarás                     | comerás                     | vivirás                     |
| él/élla/usted       | hablará                      | comerá                      | vivirá                      |
| nosotros            | hablaremos                   | comeremos                   | viviremos                   |
| vosotros            | hablaréis                    | comeréis                    | viviréis                    |
| ellos/ellas/ustedes | hablarán                     | comerán                     | vivirán                     |

### Użycie
Czasu futuro imperfecto używa się:
- Do opisywania czynności lub wydarzeń, które będą miały miejsce w przyszłości[1];

Przykład: ¿Iremos a Italia? – Czy pojedziemy do Włoch?
- W zdaniach z określeniami czasu[1];

Przykład: Dentro de un año tendré el titulo de licenciado. – Za rok będę mieć tytuł magistra. (Uwaga: tendré – forma nieregularna)
- W zdaniach wyrażających przypuszczenie, niepewność lub wątpliwość, które odnoszą się do teraźniejszości;

Przykład: ¿Dónde está Juan? ¿Estará enfermo? – Gdzie jest Juan? Czyżby był chory?

## Futuro perfecto
Czas futuro perfecto to czas przyszły złożony. Tworzy się go poprzez dodanie do odmienionego w czasie futuro imperfecto czasownika posiłkowego haber formy participio (temat + -ado, -ido) czasownika głównego.
| Osoba               | Odmiana  |
| ------------------- | -------- |
| yo                  | habré    |
| tú                  | habrás   |
| él/élla/usted       | habrá    |
| nosotros            | habremos |
| vosotros            | habréis  |
| ellos/ellas/ustedes | habrán   |

| Osoba               | Grupa I (-ar) hablar (mówić) | Grupa II (-er) saber (wiedzieć) | Grupa III (-ir) vivir (żyć) |
| ------------------- | ---------------------------- | ------------------------------- | --------------------------- |
| yo                  | habré hablado                | habré sabido                    | habré vivido                |
| tú                  | habrás hablado               | habrás sabido                   | habrás vivido               |
| él/élla/usted       | habrá hablado                | habrá sabido                    | habrá vivido                |
| nosotros            | habremos hablado             | habremos sabido                 | habremos vivido             |
| vosotros            | habréis hablado              | habréis sabido                  | habréis vivido              |
| ellos/ellas/ustedes | habrán hablado               | habrán sabido                   | habrán vivido               |

### Użycie
Czasu futuro perfecto używa się:
- Do wyrażenia czynności przyszłej, która miała miejsce przed inną czynnością przeszłą, z użyciem cuando (hiszp. kiedy) oraz trybu łączącego (por. czas zaprzeszły);

Przykład: Cuando vuelvas de vacaciones, yo ya habré vuelto a España – Kiedy wrócisz z wakacji, ja już wrócę do Hiszpanii. 
- W zdaniach wyrażających przypuszczenie, niepewność lub wątpliwość, które odnoszą się do przeszłości;

Przykład: ¿Lo habrá escrito por mi? – Czyżby napisał to dla mnie?